# تپا سفلی
تپا سفلی روستایی توریستی است در شهرستان کوهرنگ، بخش بازفت، استان چهارمحال و بختیاری.